# Johann Gottfried Bernhard Bach
Pour les articles homonymes, voir Bach (homonymie).

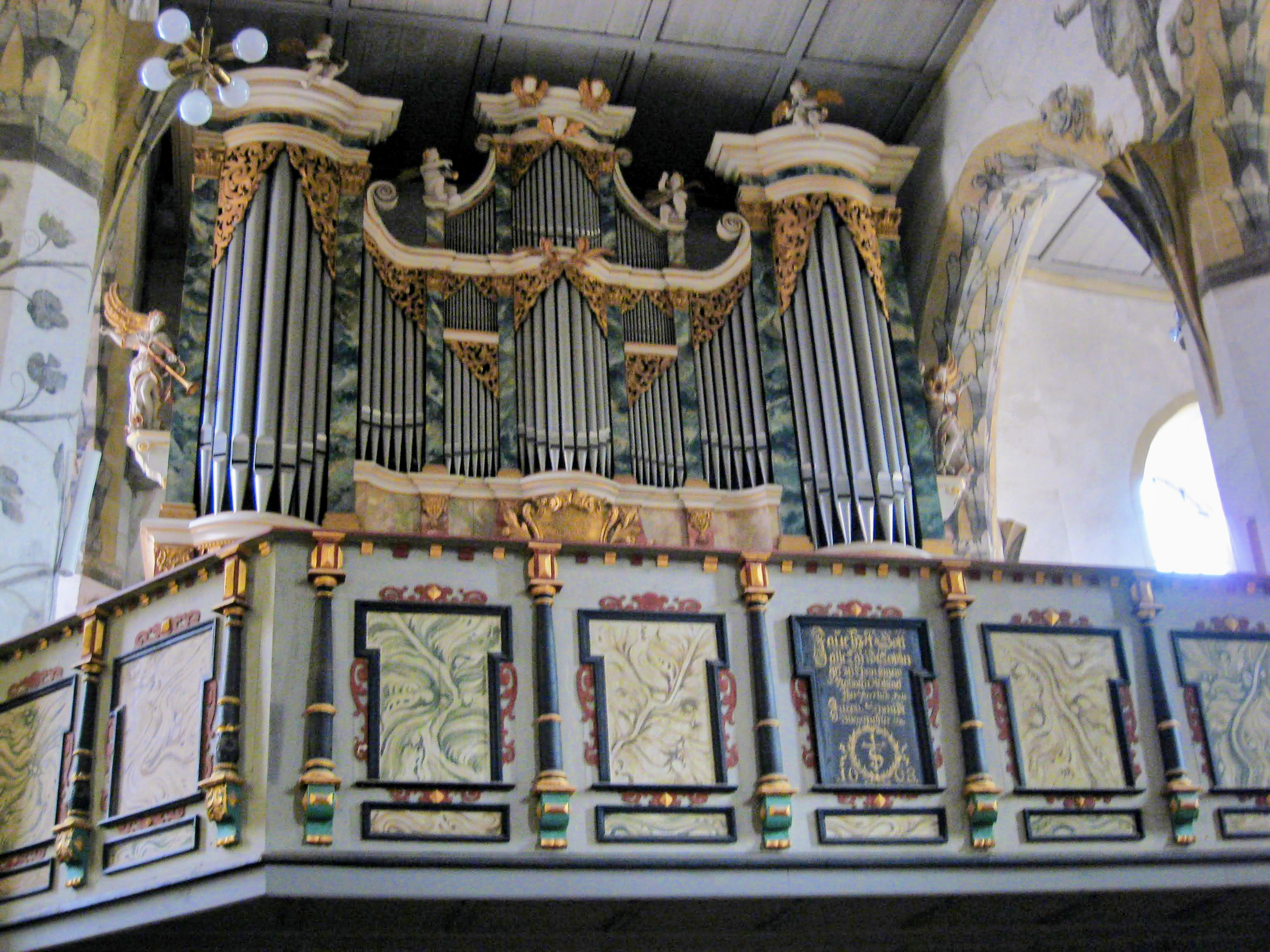

Johann Gottfried Bernhard Bach (* Weimar, 11 mai 1715 - † Iéna, 27 mai 1739) est le sixième enfant de Jean-Sébastien Bach et l'avant-dernier que lui donna sa première femme, Maria Barbara.

## Biographie
Johann Gottfried Bernhard tient deux de ses prénoms de ses parrains Johann Andréas Schanert, greffier à Ohrdruf et de Johann Bernhard Bach, un cousin organiste à Eisenach. Il fréquente la Thomasschule et est l'élève de son père grâce auquel il obtient, le 16 juin 1735, le poste d'organiste de la Marienkirche de Mühlhausen. L'atmosphère hostile qui y règne le décide à changer de poste : il est nommé organiste de la Jacobikirche de Sangerhausen le 4 avril 1737. Accablé de dettes, il quitte la ville au printemps 1738 en se gardant d'informer qui que ce soit de sa nouvelle destination. Il se fait inscrire clandestinement à l'Université d'Iéna (faculté de droit) le 28 janvier 1739, mais meurt prématurément, victime d'une fièvre aiguë.